# Jarred Shaw
Pour les articles homonymes, voir Shaw.
Jarred Shaw, né le 28 septembre 1990, est un joueur de basket-ball américain.

## Clubs
- 2009-2011 : Oklahoma State Cowboys (université)  États-Unis
- 2011-2012 : N'a pas joué à cause d'un verrou pour une université transfert
- 2012-2014 : Utah State Aggies (université)  États-Unis
- 2015-2016 : Warriors de Santa Cruz  États-Unis
- 2016 : Club africain  Tunisie.
- 2017-2018 : Fukushima Firebonds  Japon
- 2022-2023 : Homenetmen Beyrouth

## Palmarès
- Champion de Tunisie : 2016